# Colonia (departament)
Colonia – urugwajski departament położony w południowo-zachodniej części
kraju, nad estuarium La Plata. Na zachodzie sąsiaduje z argentyńską
prowincją Entre Ríos. Ponadto graniczy z następującymi departamentami: na północy z Soriano, na północnym wschodzie na niewielkim odcinku graniczy z Flores, a od wschodu z San José.
Ośrodkiem administracyjnym, a także największym miastem tego powstałego w 1816 r. departamentu jest znany kurort Colonia del Sacramento.
Powierzchnia Colonii wynosi 6106 km². W 2004 r. departament był zamieszkany przez 119 266 osób. Dawało to gęstość zaludnienia 19,5 mieszk./km².